# Kocioł Bensona
Kocioł Bensona – rodzaj parowego kotła przepływowego o opromieniowanych (czyli umieszczonych w palenisku) rurach pionowych, połączonych w grupy (ekrany), mające na górze i dole komory. Komory poszczególnych ekranów połączone są rurami opadowymi, transportującymi wodę z górnej komory jednego ekranu do dolnej komory następnego ekranu. Para z ostatniego ekranu (o wilgotności 10-20%) przechodzi do strefy przejściowej (ogrzewanej spalinami o niższej temperaturze) i tam zachodzi całkowite odparowanie oraz wydzielenie soli.
Kotły Bensona mogą być zbudowane do wytwarzania pary o parametrach podkrytycznych oraz nadkrytycznych. Do ogrzania mogą być stosowane wszystkie typy palenisk. Zaletą kotłów Bensona jest krótki czas rozpalania (10-20 minut), a prosta konstrukcja z pionowymi rurami jest prostsza w wykonaniu i zmniejsza żużlowanie oraz erozję ścian paleniska. Wadami jest konieczność zasilania wyłącznie skroplinami i używania wyłącznie wody najwyższej jakości.